# سيرتينس (آن)
سيرتينس (بالفرنسية: Certines)‏ هي بلدية فرنسية تقع في إقليم الآن في فرنسا. رمز إنسي لها هو:1069. أما الرمز البريدي لها فهو: 1240.